# Französische Eishockeymeisterschaft 1919/20
Die Saison 1919/20 war die sechste Spielzeit der französischen Meisterschaft, der höchsten französischen Eishockeyspielklasse. Meister wurde zum ersten Mal in der Vereinsgeschichte überhaupt der Ice Skating Club de Paris.

## Meisterschaftsfinale
- Chamonix Hockey Club – Ice Skating Club de Paris 2:3